# Martha Stewart
Martha Helen Stewart (de soltera, Kostyra; Jersey City, Nueva Jersey; 3 de agosto de 1941), es una empresaria, autora y presentadora de televisión estadounidense que formó un imperio con su negocio de estilo de vida y cocina. 
Nacida en el seno de una familia de clase media alta, estudió francés, español, portugués e italiano y diez idiomas más. En 1961, se casó con Andrew Stewart, con quien tuvo su única hija: Alexis. Durante su matrimonio tuvo varias ocupaciones, como modelo y corredora de bolsa. Los Stewart se divorciaron en 1987.
Su fortuna se estima en 5 mil millones de dólares. El original sentido comercial y la visión creativa de Martha son los fundamentos de Martha Stewart Living Omnimedia y el amplio portafolio de multimedios que incluye propiedades premiadas como la revista y su programa de televisión de amplia sindicación, Martha Stewart Living, la revista Martha Stewart Weddings (revista sobre bodas), la revista y el programa de televisión de PBS Everyday Food (sobre los alimentos), mercadería de consumo masivo que se vende en Kmart y su línea de muebles Martha Stewart Signature (la marca de Martha Stewart) que se comercializa a través de Bernhardt Furniture.
Fue declarada culpable de conspiración, falso testimonio y obstrucción a la justicia en el año 2004, por haber usado información privilegiada al vender acciones de la empresa ImClone Systems. Cumplió condena en prisión en el Campo Prisión Federal Alderson, WV, donde permaneció durante meses realizando labores de limpieza.[cita requerida] Stewart tiene el número de la Agencia Federal de Prisiones 55170-054.
Tras salir de la cárcel en marzo de 2005, ha dedicado toda su atención a recuperar su imperio mediático y comercial. Conduce el programa The Martha Stewart Show y protagonizó el reality show El Aprendiz: Martha Stewart. Además, su libro Everyday Food encabeza los libros de autoayuda más vendidos de The New York Times.
En 2023 hizo su presencia en la serie de televisión Chucky como ella misma estando en prisión.

## Biografía

### Infancia y juventud
Martha Helen Kostyra Ruskowski nació en Jersey City, Nueva Jersey, Estados Unidos; fue la primera de cinco hijos de Eddie y Martha Kostyra, una familia numerosa de clase media y de ascendencia polaca.
Criada en su ciudad natal e inculcada en una ética de trabajo duro, se volvió experta en el trato con las personas, actitud que fue la clave de su éxito en la vida. La madre de Stewart le enseñó a cocinar y a coser. Su padre Eddie, un apasionado de la jardinería, le transmitió todos sus conocimientos y experiencia.
También se destacó en la escuela. Su interés por la lectura no evitó que fuera activa en actividades extracurriculares, tales como el periódico escolar y el club de arte. Durante este periodo comenzó su carrera como modelo. Fue contratada y apareció en varios anuncios de televisión y revistas. Finalizó la secundaria con la calificación máxima y fue recompensada con una beca parcial en la Universidad de Harvard.
Ha sido una mujer muy exitosa entre tantas y tantas menciones en estudios y acciones mundiales que posee así como también su llamado a ser formadora de personas en carácter, conocimiento y actitudes.

### Matrimonio con Andrew Stewart
Durante este periodo se casó el 1 de julio de 1961 con Andrew Stewart. Martha abandonó temporalmente la Universidad de Barnard y continuó en su exitosa carrera como modelo, mientras su esposo terminaba su licenciatura en leyes en la Universidad de Yale. Un año después regresaría a la Universidad de Bernard y se graduaría con una maestría en Historia de la Arquitectura. En 1965 nació su hija, Alexis Stewart.
Martha empezó a desarrollar sus habilidades con los negocios. En 1967, se transformó en una corredora de bolsa. Tuvo mucho éxito, hasta que dejó la profesión en 1973, para invertir más tiempo en su hija y remodelar su nuevo hogar en Connecticut. Se sugiere que un escándalo con la compañía Levitz contribuyó a su decisión de dejar la firma Monnes, Horstman, Williams y Sidel. Varios directivos en la firma alegaron tener problemas por vender productos de la compañía Levitz.[cita requerida]
Martha y su marido se mudaron a Westport, Connecticut, donde decidieron quedarse y construir un hogar para su familia. Compraron una granja de 1805, en Turkey Hill Road, que restauraron completamente ellos mismos, y que después se convertiría en el modelo para el escenario del programa de televisión Martha Stewart Living. Durante el proyecto quedó patente la pasión de Martha por restaurar y decorar. La madre de Stewart actualmente ocupa Turkey Hill, y ella vive en su nuevo hogar en Bedford, Nueva York.

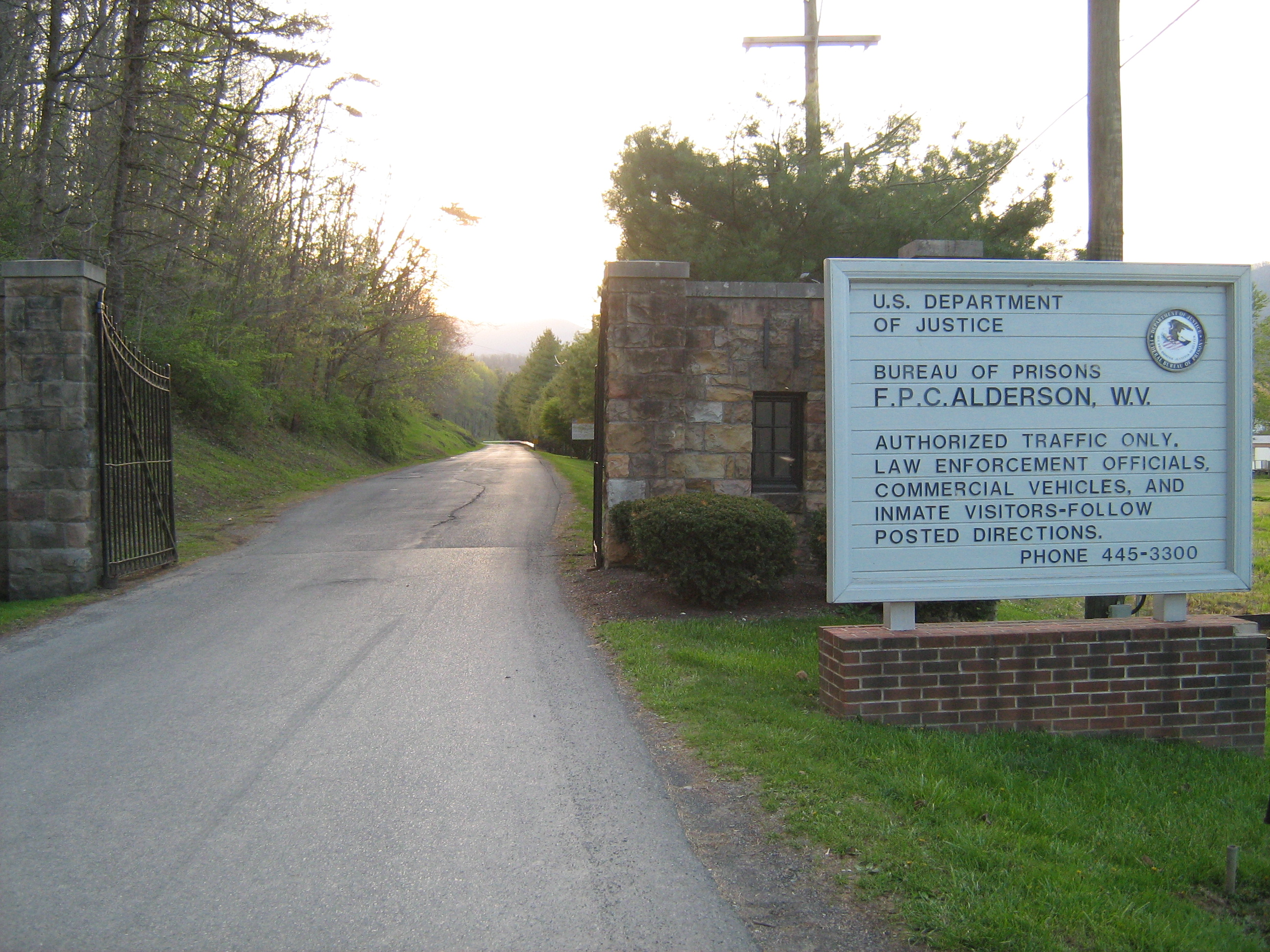
Campo, Prisión Federal Alderson, WV.

En 1976, Stewart inició un servicio de cáterin en su sótano con una amiga de la universidad. Pronto el negocio se hizo popular y cuando su socia se quejó del perfeccionismo de Stewart, Martha compró todo el negocio. Abrió además, una tienda donde vendía sus equipos de decoración del hogar.[cita requerida]
Desde ahí, los rumores sobre sus habilidades y negocios se extendieron rápidamente. Poco tiempo después, Martha logró un contrato publicitario para publicar un libro sobre cáterin. Fue coautora de un libro best seller, Entertaining (Entreteniendo), junto con Elizabeth Hawes.[cita requerida]
El éxito de Entertaining la impulsó a escribir Martha Stewart's Quick Cook (1983), Martha Stewart's Hors D'oeuvres (1984), Martha Stewart's Pies & Tarts (1985), Weddings (1987), The Wedding Planner (1988), Martha Stewart's Quick Cook Menus (1988) [cita requerida] Martha Stewart's Christmas (1989), entre otros.
En 1985, se divorció de su marido Andrew Stewart. Tuvo posteriormente una relación amorosa con el millonario de origen húngaro, Charles Simonyi, relación que terminó a principios de 2008.[cita requerida]

## Trabajos en televisión
| Programa                                       | Año       | Emisora                  |
| Martha Stewart Living                          | 1991-2004 |                          |
| El Aprendiz: Martha Stewart                    | 2005      | NBC                      |
| Martha                                         | 2005-     |                          |
| Ugly Betty (1 capítulo)                        | 2006      | ABC                      |
| Los Simpson (Aparición en Especial de Navidad) | 2010      | Fox Broadcasting Company |
| 2 Broke Girls (Capítulo 23)                    | 2012      | CBS                      |
| Law & Order: SVU (1 capítulo)                  | 2012      | NBC                      |
| Comedy Central: Roast of Justin Bieber         | 2015      | Comedy Central           |
| Pixels                                         | 2015      | Película                 |
| Malas madres                                   | 2016      | Película                 |
| Comedy Central: roast of Bruce Willis          | 2018      | Comedy Central           |